# اسکناس‌های درشت ایالات متحده آمریکا
درحال حاضر یکای پول ایالات متحده آمریکا دلار است و پول‌های غیر مسکوک آن در اسکناس‌های ۱، ۲، ۵، ۱۰، ۲۰، ۵۰ و ۱۰۰ دلاری به مرحلهٔ چاپ می‌رسد، البته اسکناس‌های با ارزش پولی بیشتر نیز در گذشته در این مجموعه قرار می‌گرفتند. اسکناس‌های درشت ایالات متحده آمریکا در دولت‌های نخستین این کشور کاربرد داشتند. اسکناس‌های با ارزش پولی ۵۰۰، ۱۰۰۰، ۵۰۰۰، ۱۰٬۰۰۰ و ۱۰۰٬۰۰۰ دلاری گروه اسکناس‌های درشت ایالات متحده آمریکا را تشکیل می‌دهند. اسکناس‌های درشت در طرح‌ها و انواع گوناگونی عرضه شده‌اند.

## ۵۰۰ دلاری
اسکناس ۵۰۰ دلاری با شمایل ویلیام مک کینلی بر روی آن و عبارت ۵۰۰ دلار بر پشت اسکناس، در سال ۱۹۲۸ و ۱۹۳۴ به عنوان اسکناسی در ابعاد اندازه کوچک و نوع فدرال ریزرو نوت عرضه شد. این اسکناس در سال ۱۹۲۸ نیز از نوع گلد سرتیفیکیشن و در ابعاد کوچک انتشار یافت.

## ۱۰۰۰ دلاری
اسکناس ۱۰۰۰ دلاری با شمایل گروور کلیولند بر روی آن و عبارت ۱۰۰۰ دلار بر پشت اسکناس، در سال ۱۹۲۸ و ۱۹۳۴ به عنوان اسکناسی در ابعاد اندازه کوچک و نوع فدرال ریزرو نوت عرضه شد. این اسکناس در سال ۱۹۲۸ و ۱۹۳۴ نیز از نوع گلد سرتیفیکیشن و در ابعاد کوچک انتشار یافت. در ۳۰ می ۲۰۰۹ هنوز ۱۶۵٬۳۷۲ قطعه اسکناس ۱۰۰۰ دلاری در چرخه اقتصادی ایالات متحده آمریکا در جریان است. مبادلات اینگونه اسکناس‌ها در حال حاضر ممنوع است.

## ۵٬۰۰۰ دلاری
nothing

## ۱۰٬۰۰۰ دلاری
حدود سال‌های ۱۹۳۴ تا ۱۹۵۰ عرضه شده‌است.

## ۱،۰۰۰،۰۰۰ دلاری
اولین سری اسکناس های ۱،۰۰۰،۰۰۰ دلاری در سال ۱۹۰۰ و با گلد سرتیفیکیت عرضه شد، این سری از اسکناس ها با طرح روی اسکناس جکسون و با امضای Lyons و Roberts به چاپ رسید.
اسکناس ۱،۰۰۰،۰۰۰ دلاری در نوع گلد سرتیفیکیت در سال ۱۹۳۴ نیز عرضه شد. اسکناس ۱،۰۰۰،۰۰۰ دلاری با شمایل وودرو ویلسون بر روی آن و عبارت ۱،۰۰۰،۰۰۰ دلار بر پشت طلایی رنگ اسکناس ظاهر شد. یک قطعه از این اسکناس جهت نمایش عموم در مجموعه ملی سکه‌شناسی در مؤسسه اسمیتسونین که مربوط به رخدادهای تاریخی ایالات متحده آمریکا است، نگهداری می‌شود. حق مالکیت خصوصی اسکناس ۱،۰۰۰،۰۰۰ دلاری در آمریکا ممنوع است و تا به حال گزارشی مبنی بر نگهداری و مالکیت خصوصی این اسکناس مخابره نشده‌است.

## نگارخانه اسکناس‌های درشت ایالات متحده آمریکا

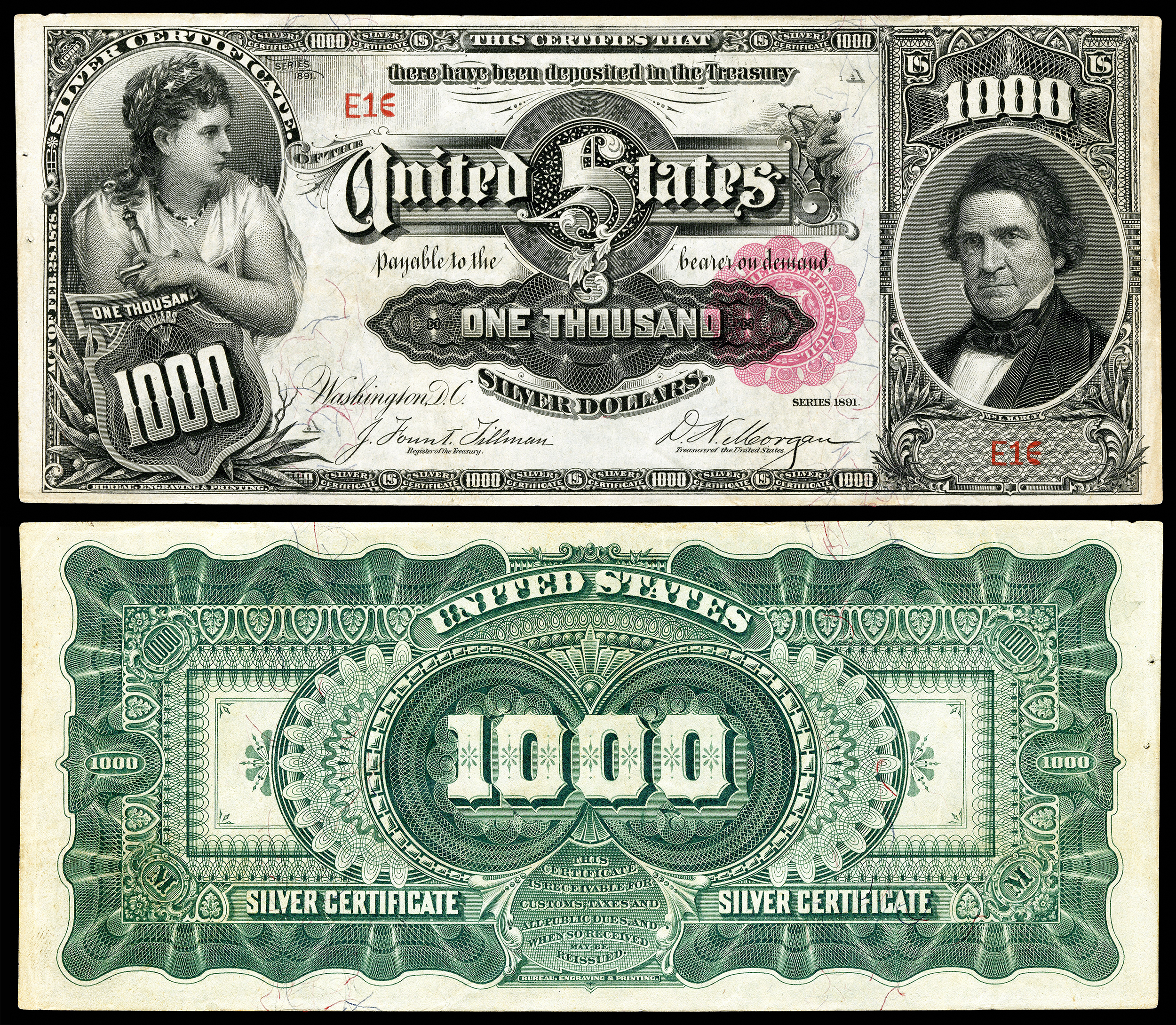
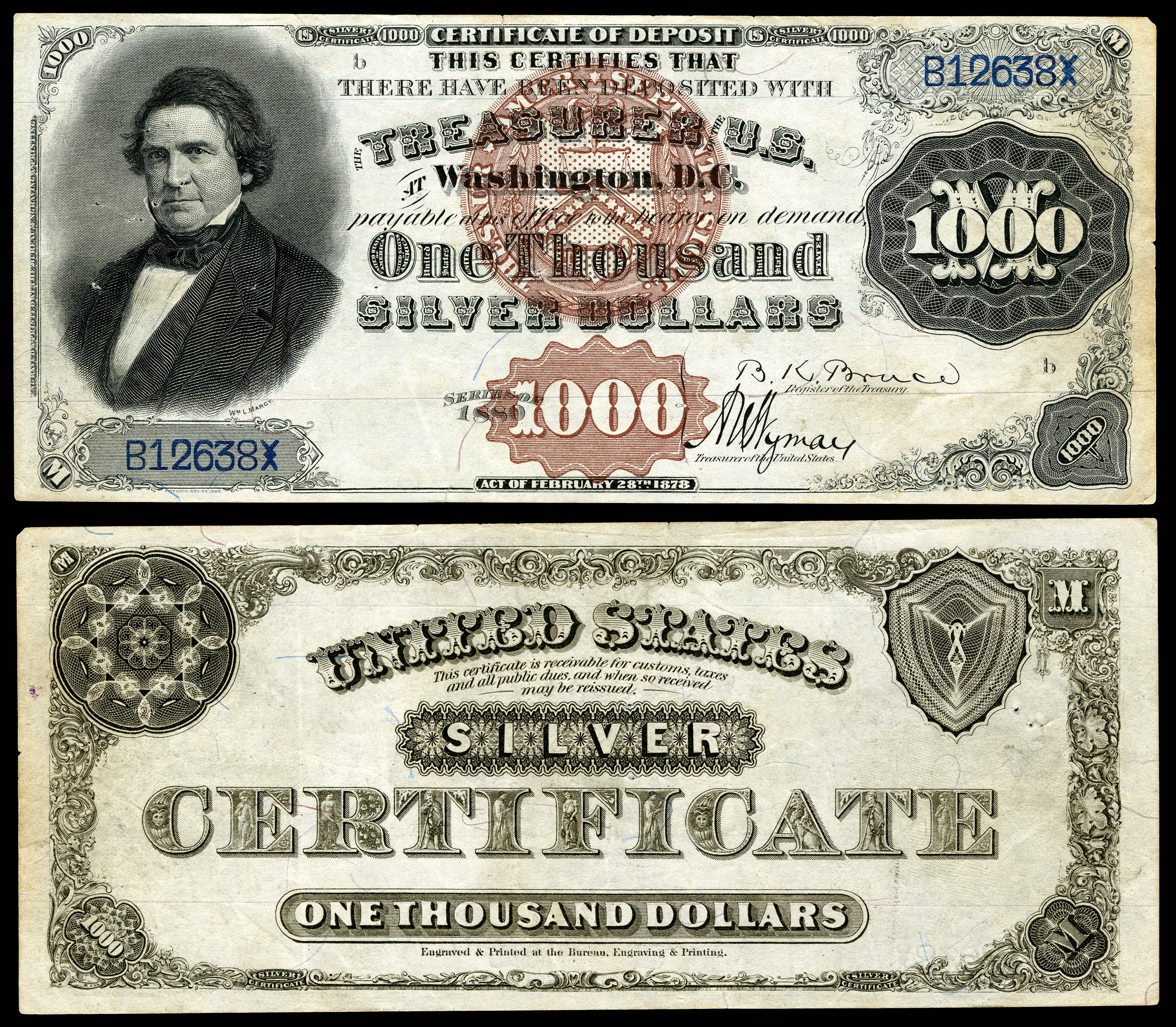
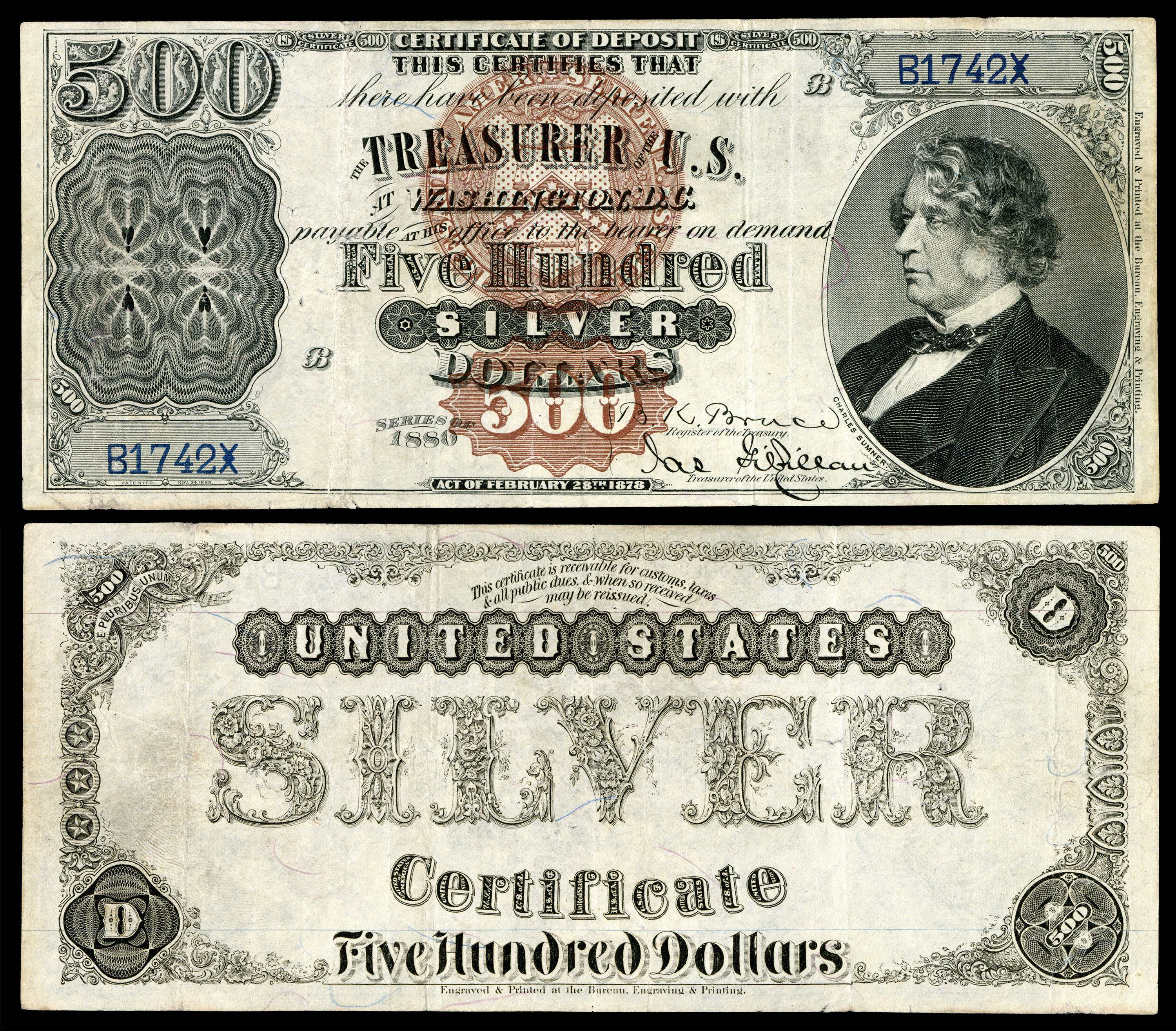
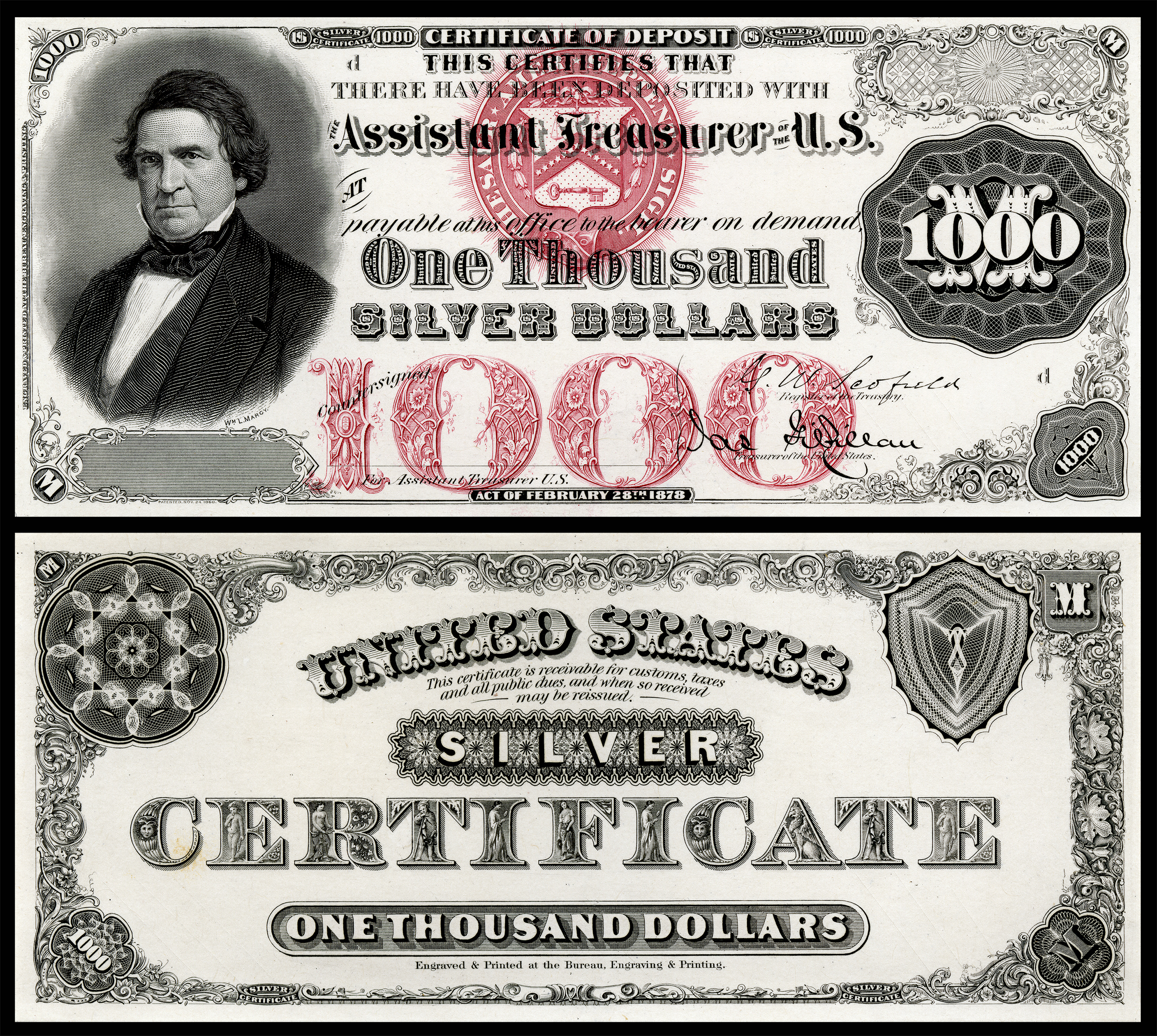
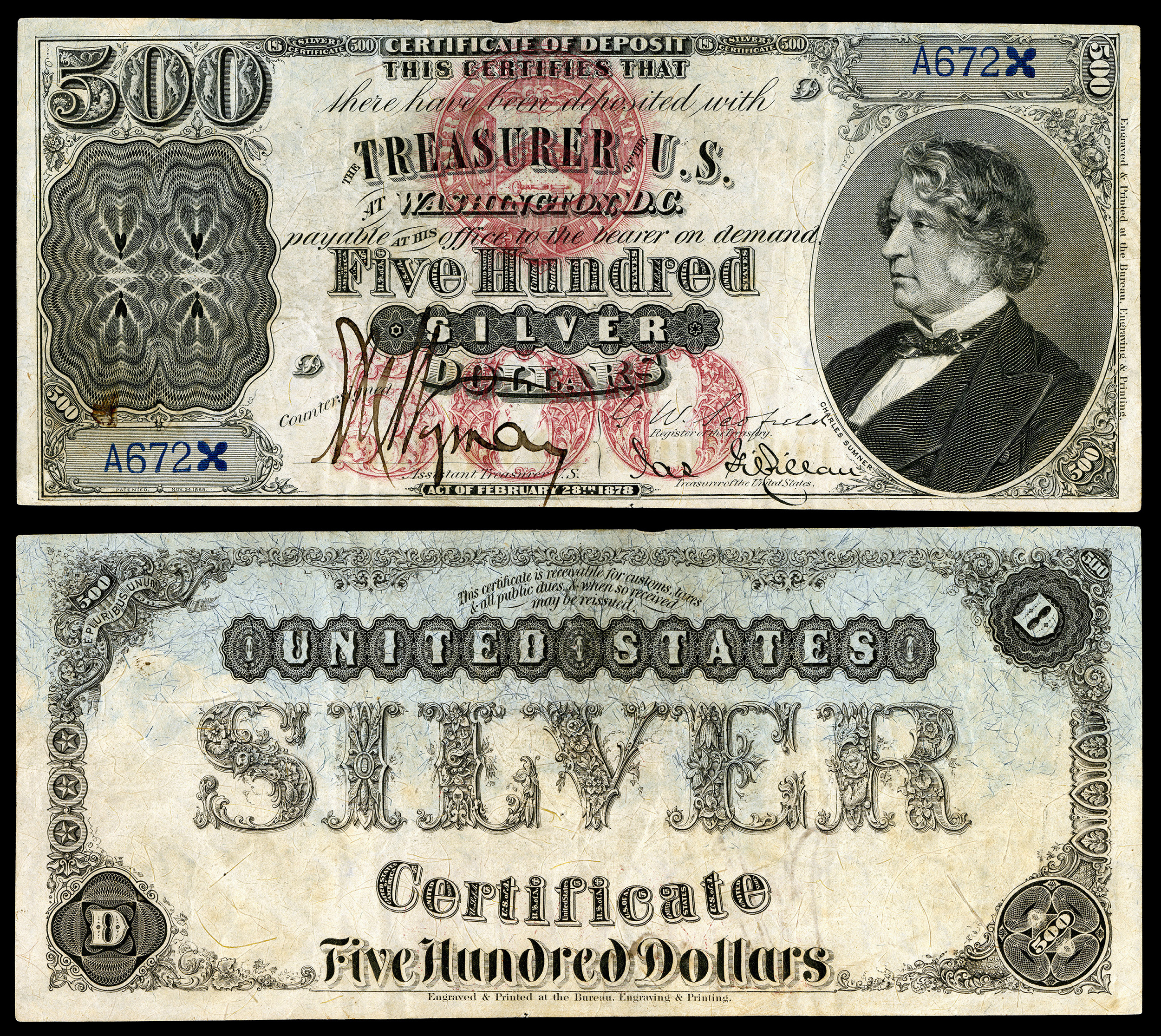
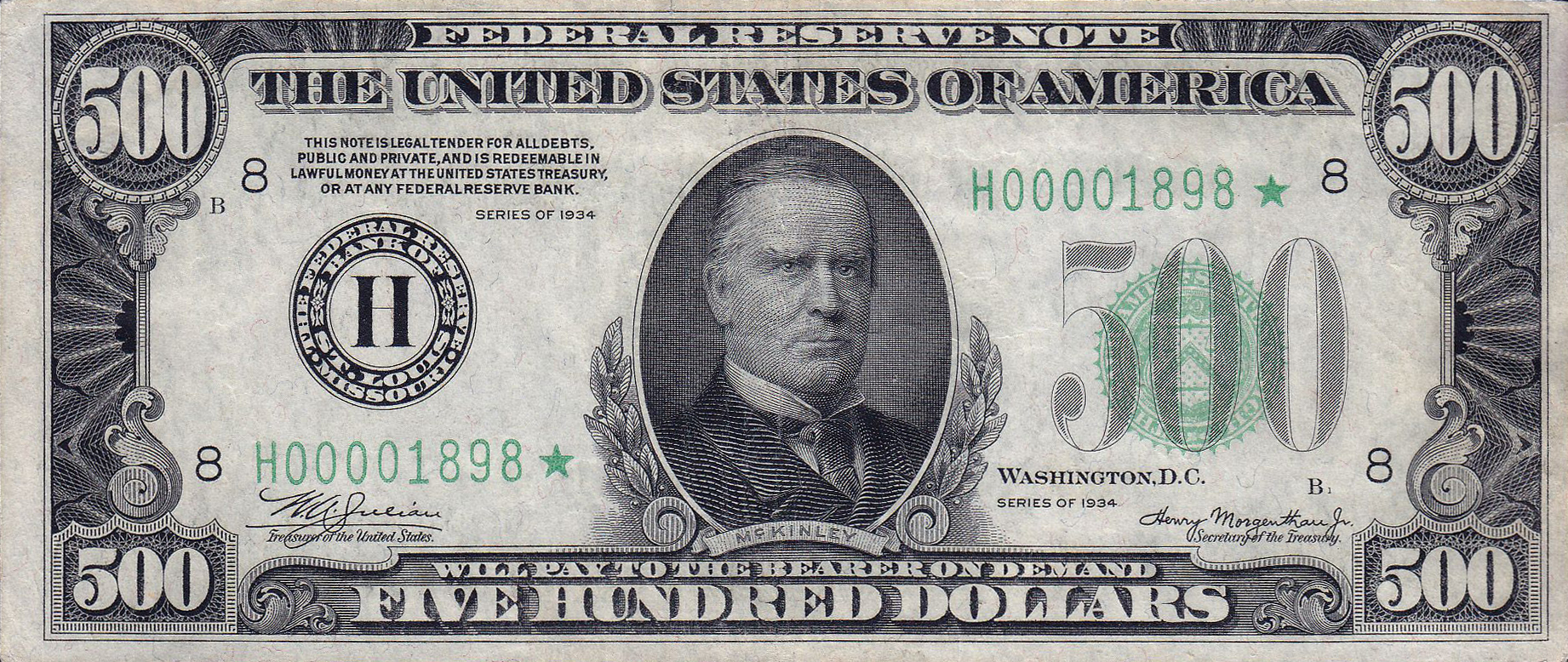
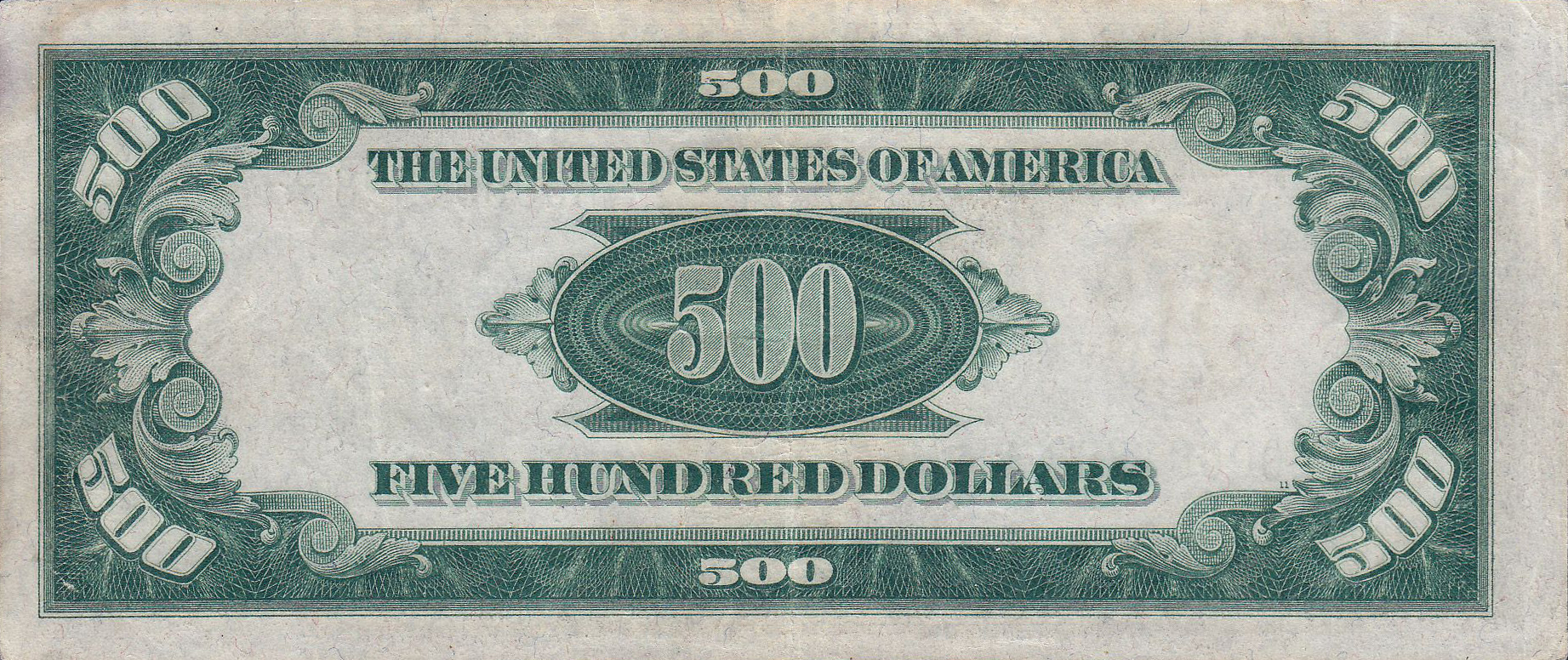
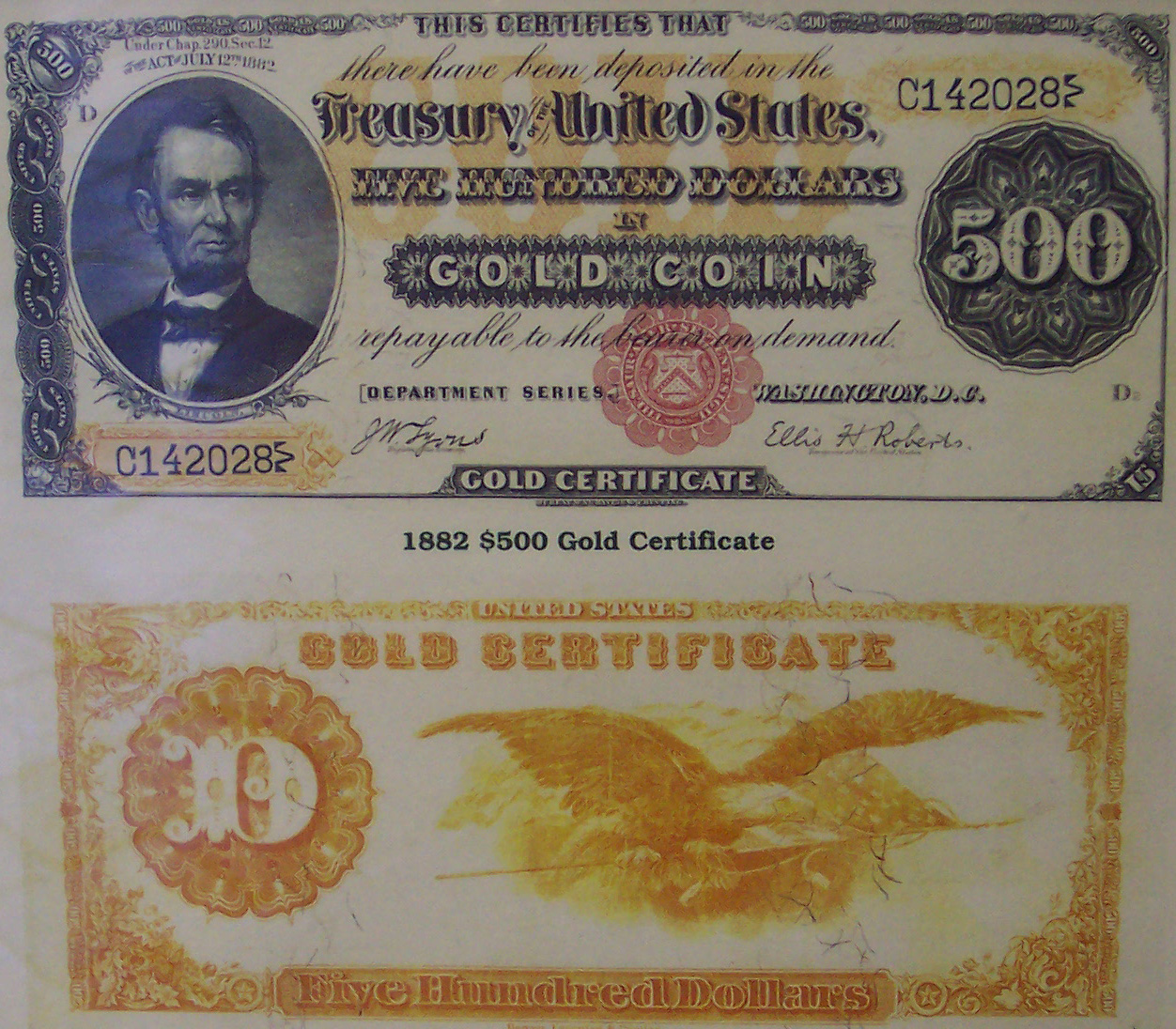
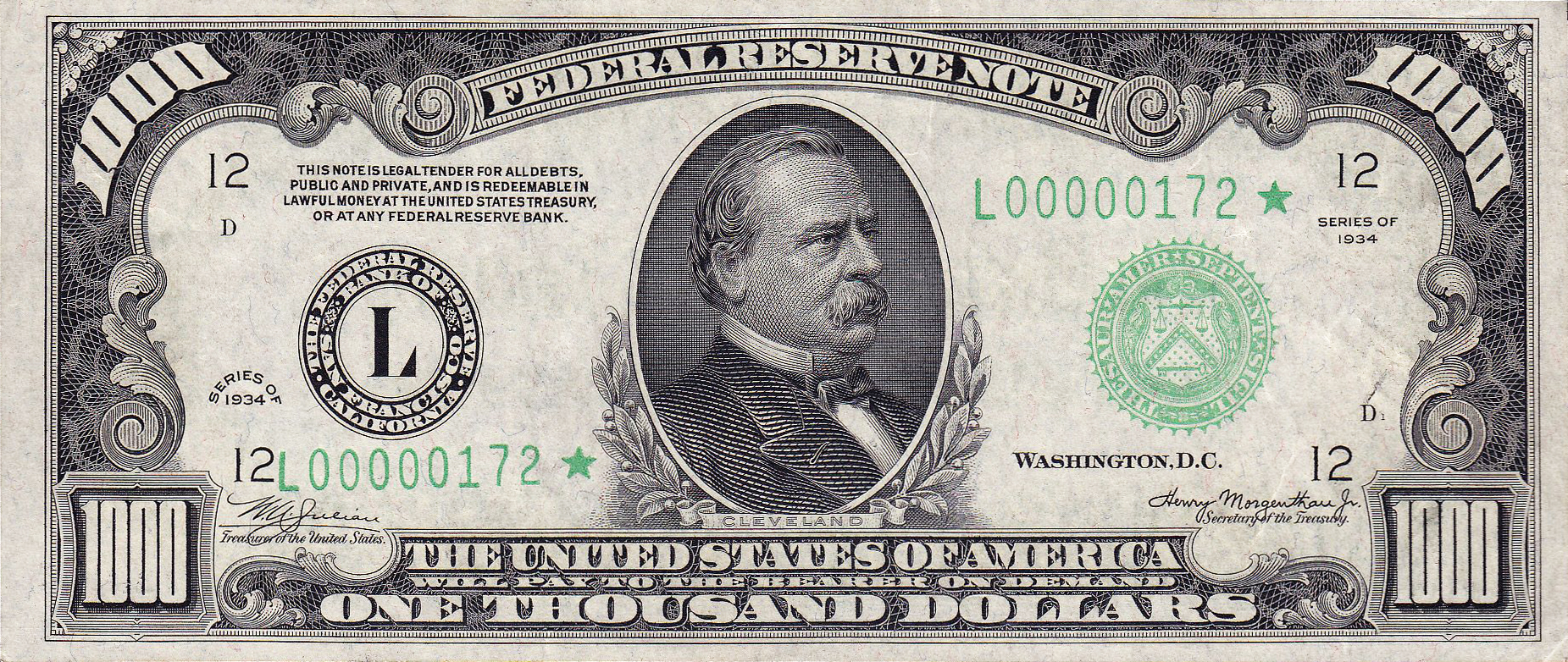
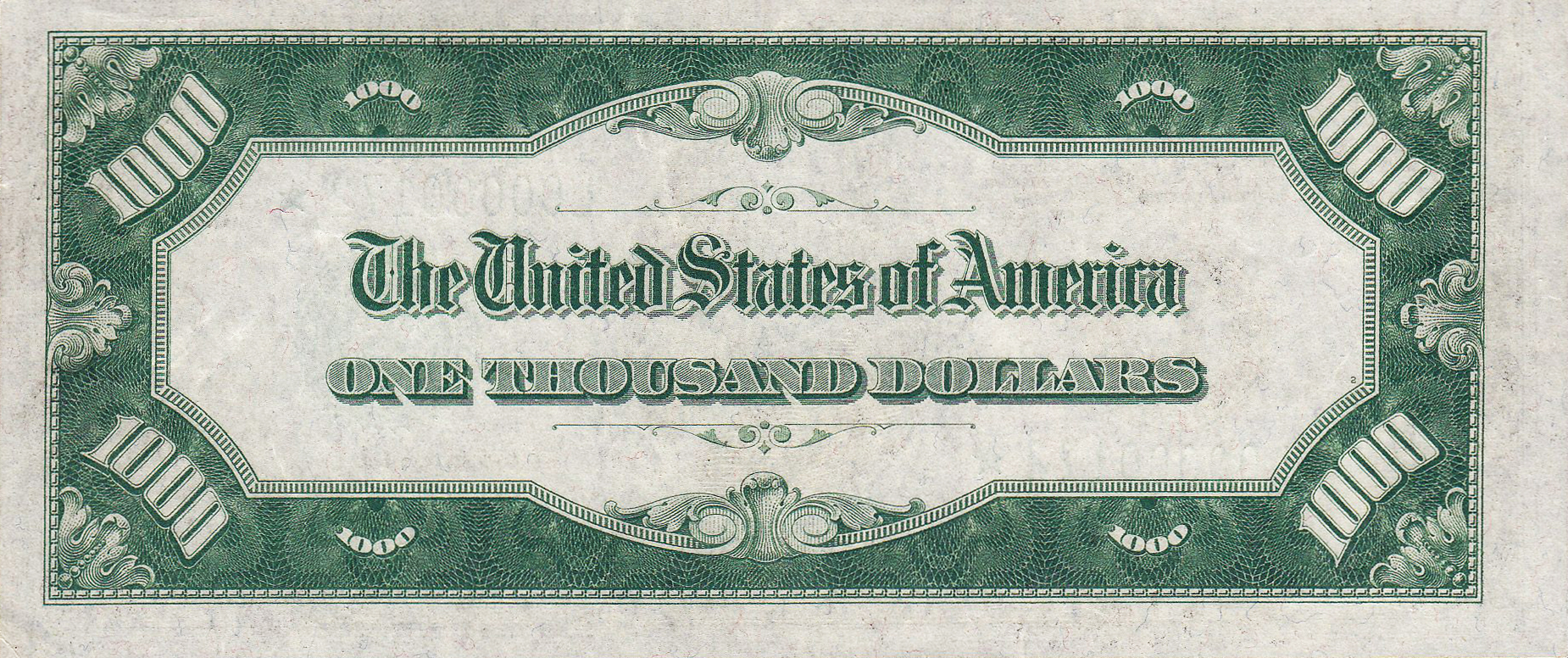
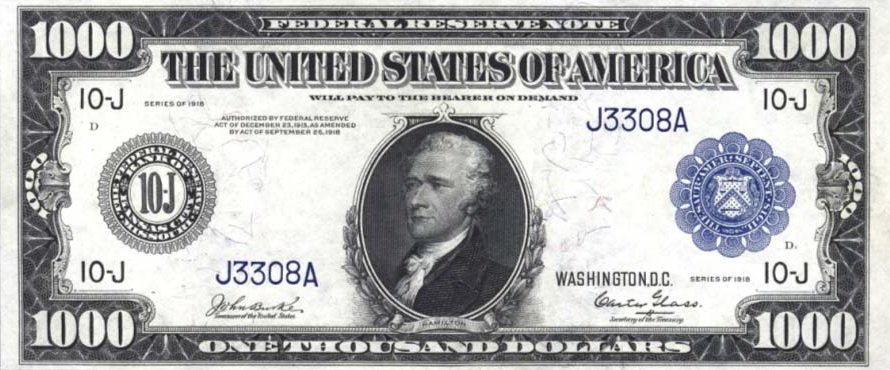
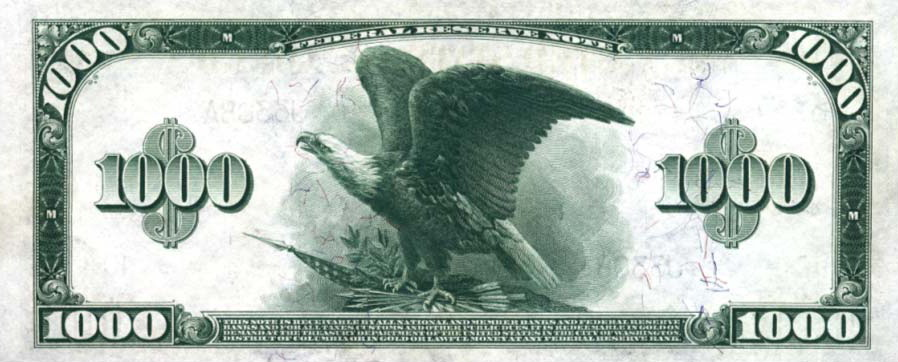
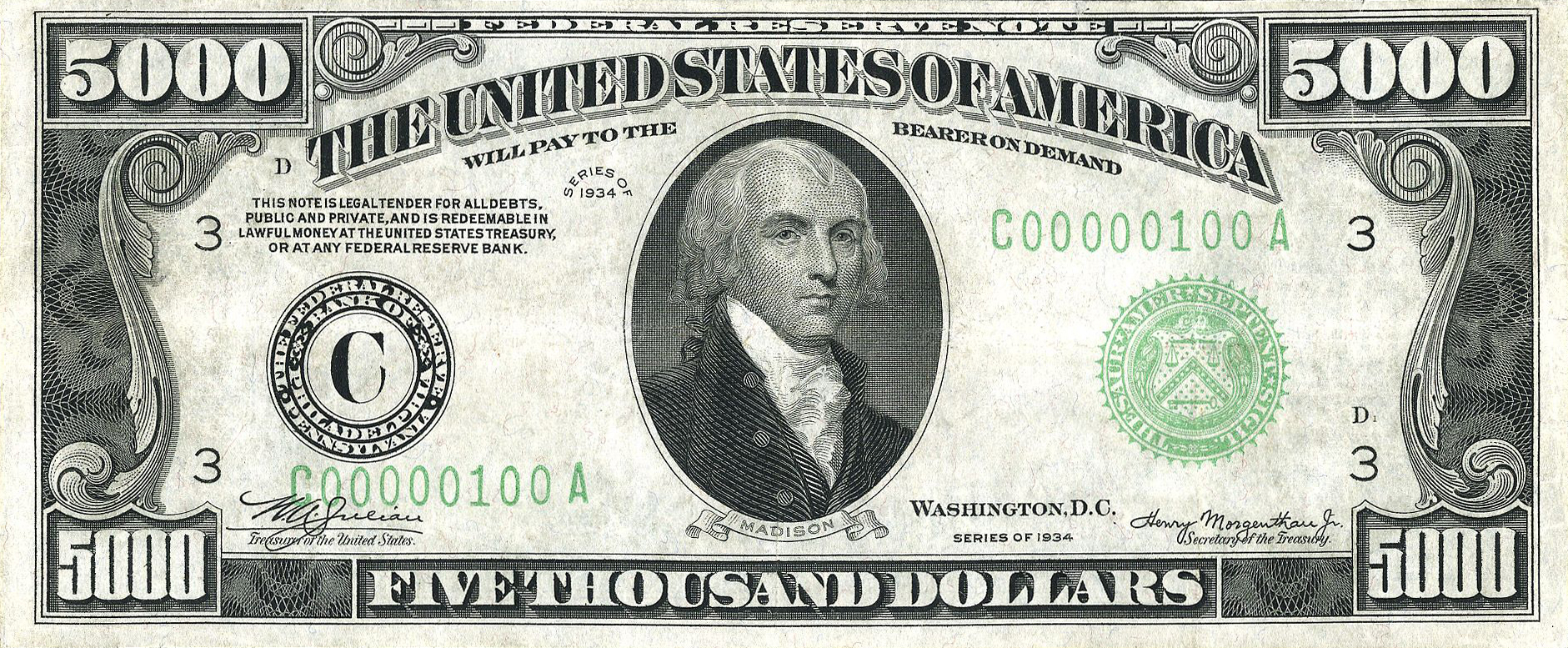
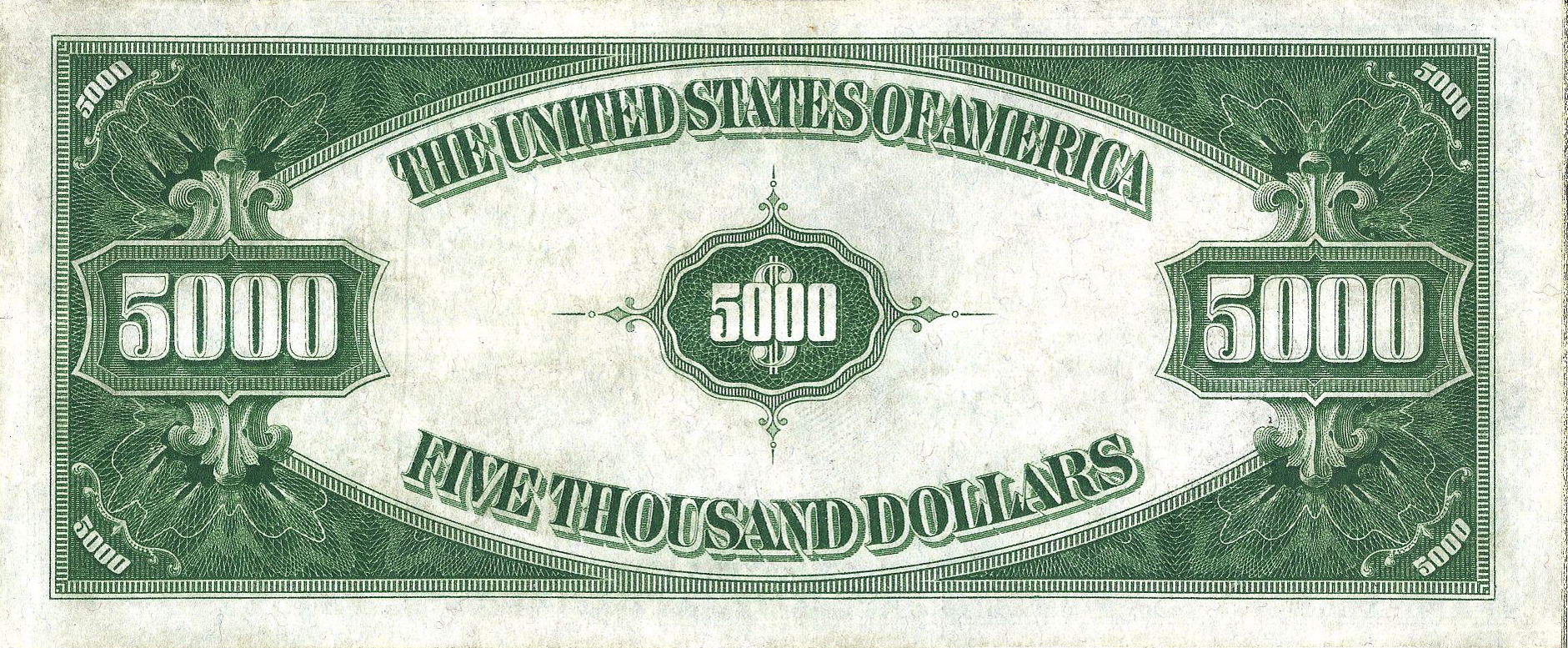
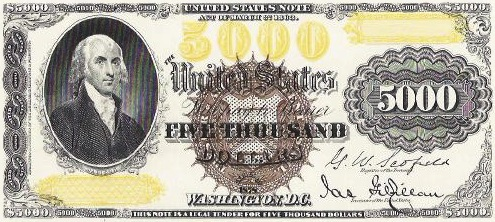
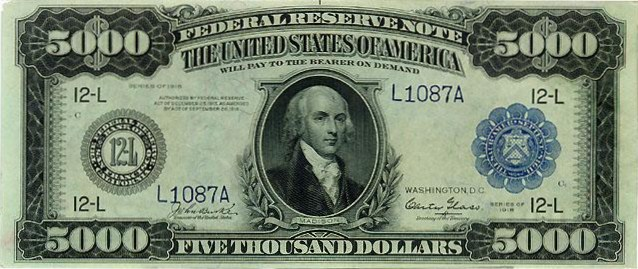
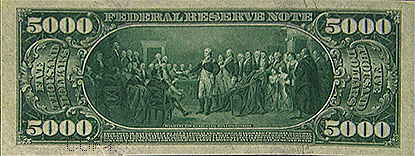
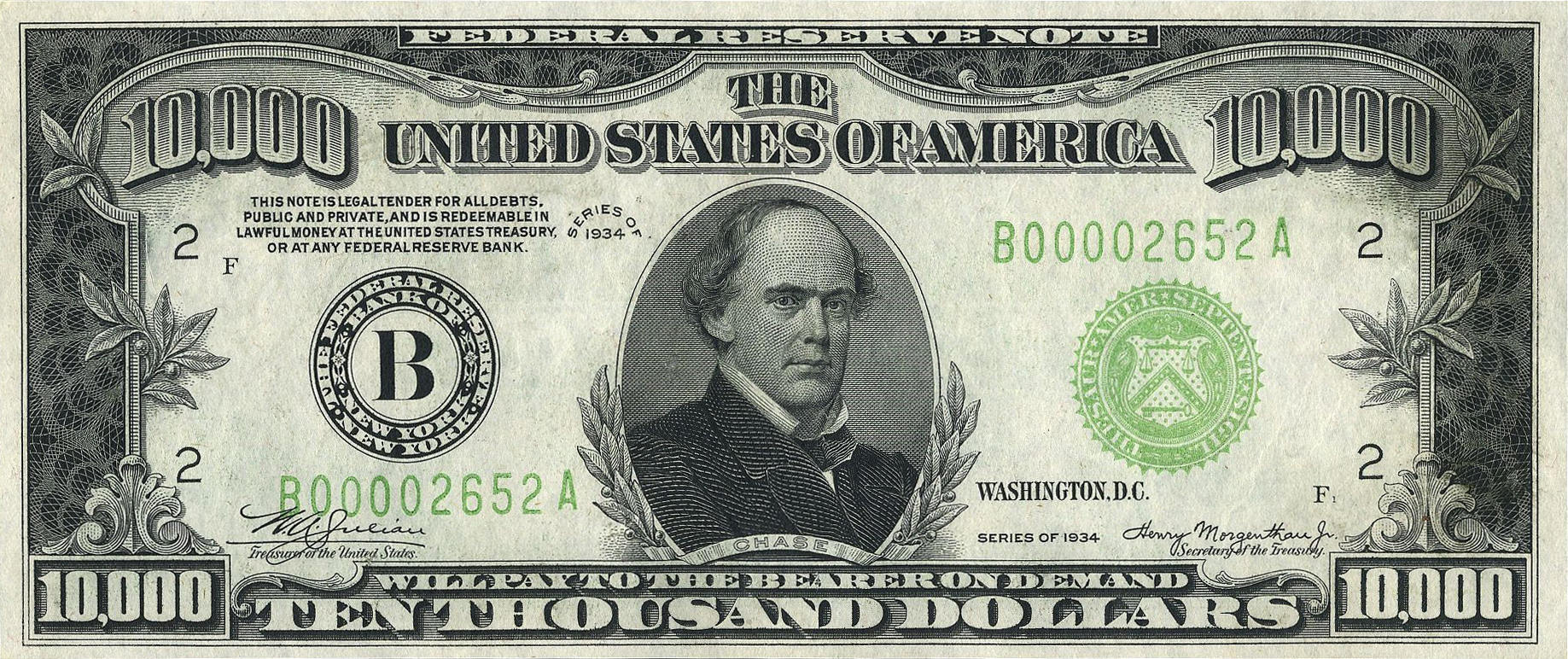
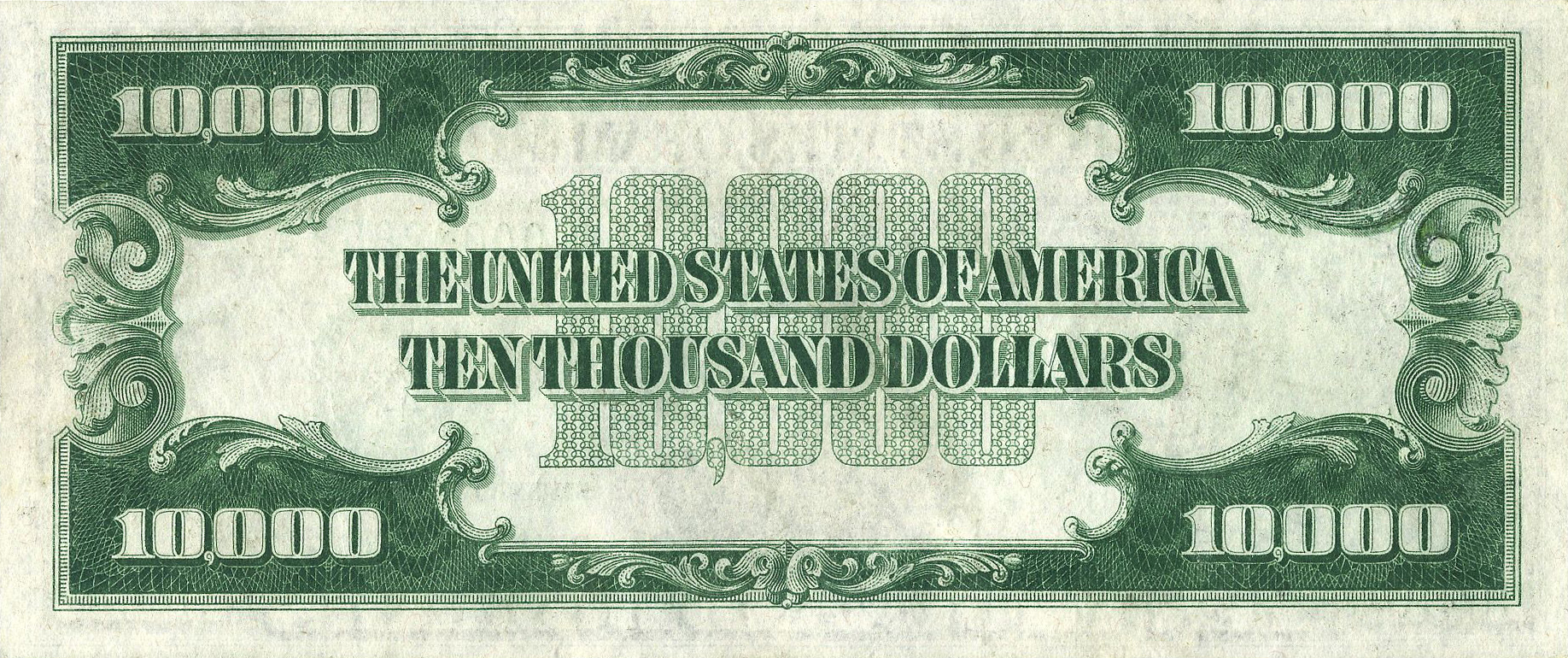
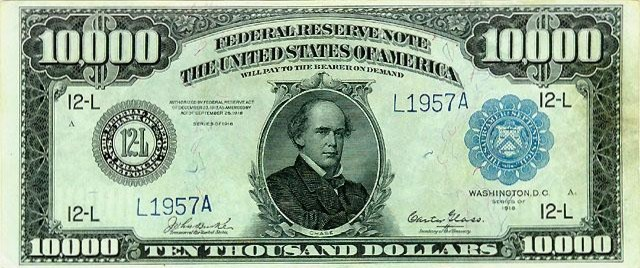
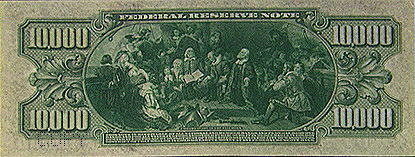
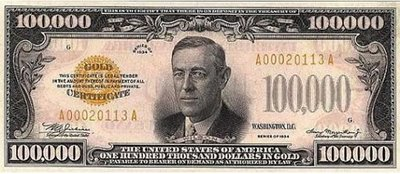
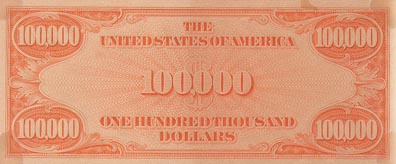
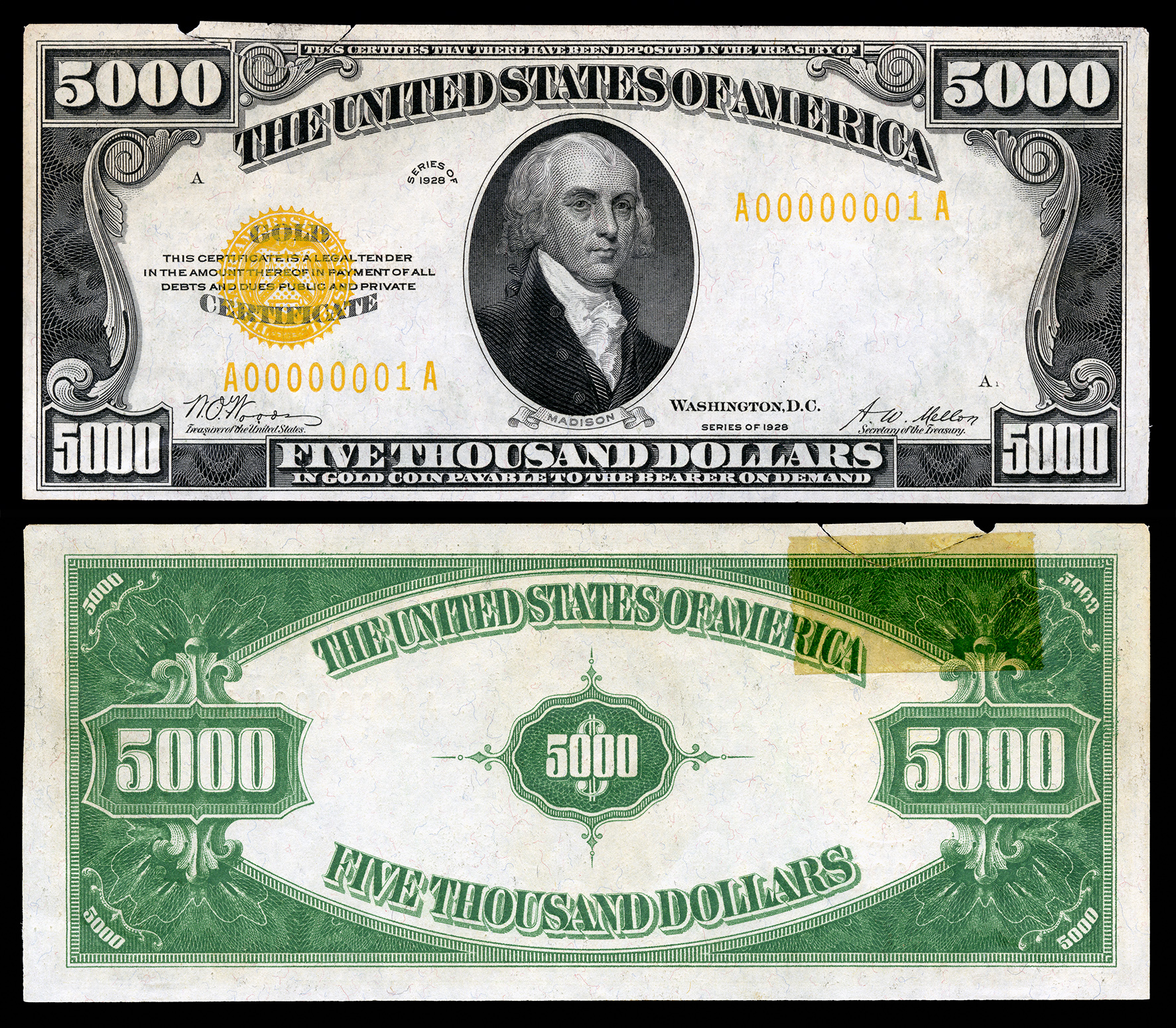
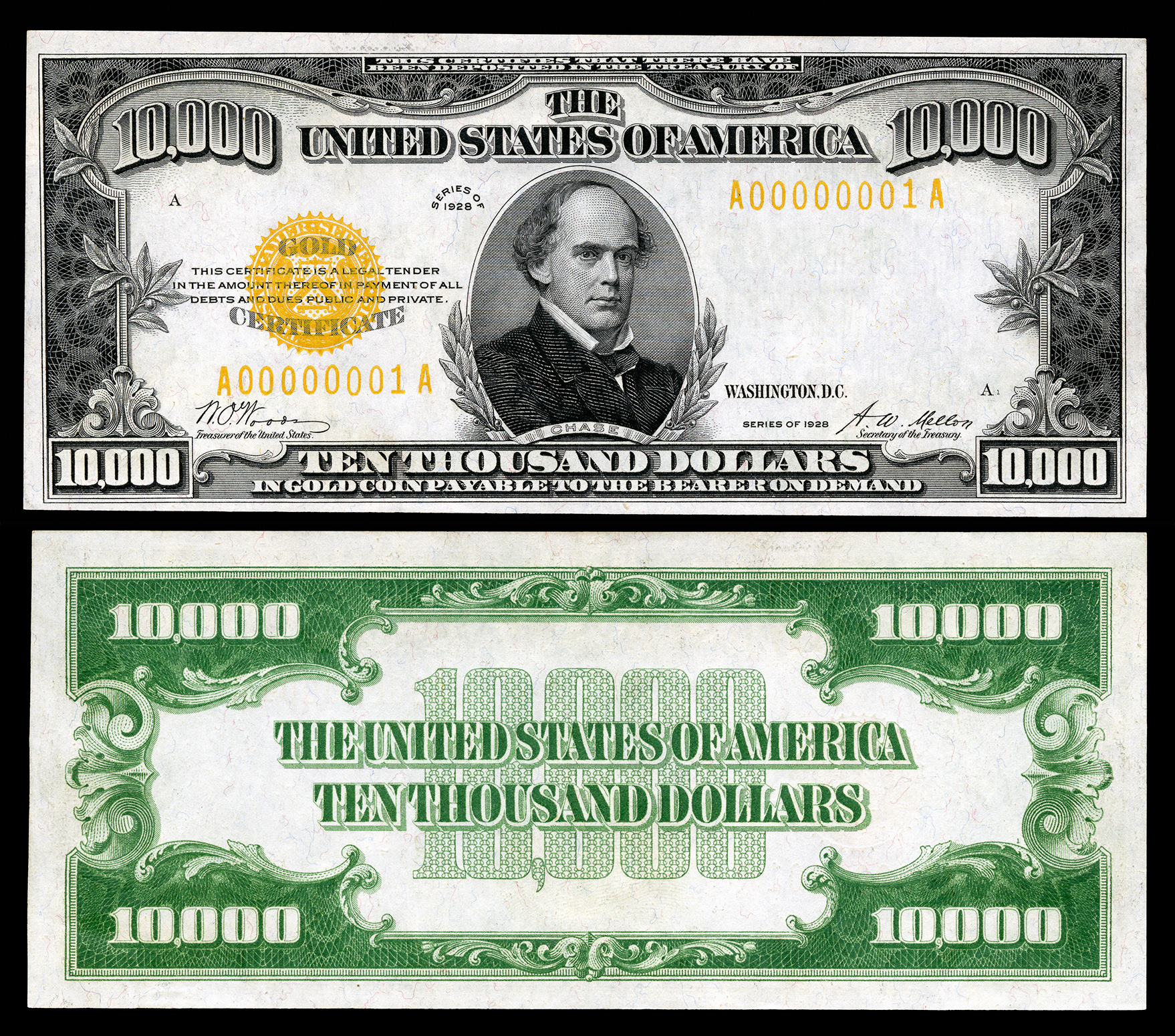
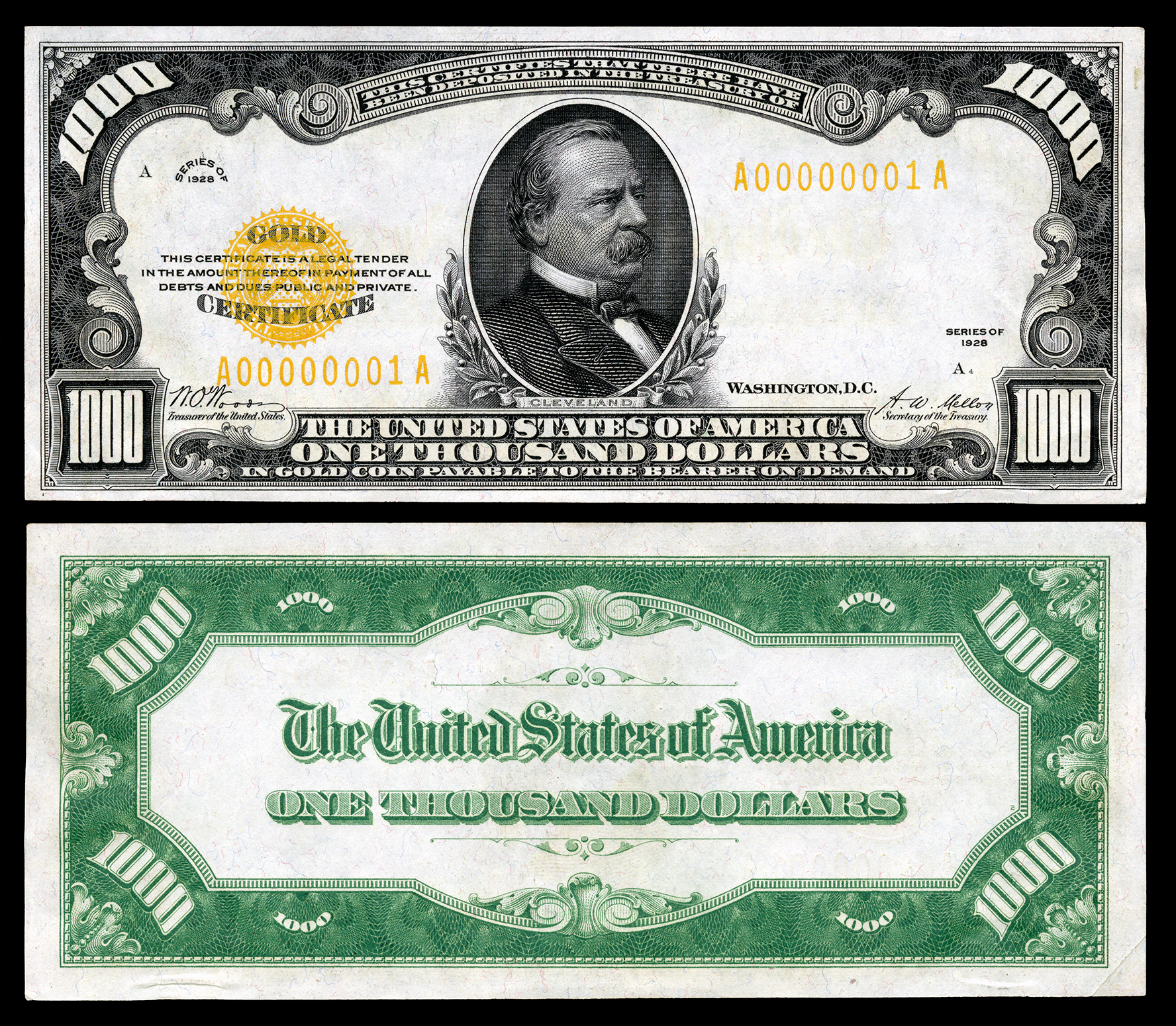